# Gaula (Trøndelag)
Gaula – najdłuższa rzeka w centralnej Norwegii o długości 145 km i powierzchni zlewni 3 085 km². Rozpoczyna bieg w Holtålen, w pobliżu góry Kjølifjellet. Następnie płynie doliną Gauldal przez gminy Holtålen, Midtre Gauldal i Melhus i uchodzi do Trondheimsfjordu koło Leinstrand, na granicy Trondheim i Melhus.
Gaula zasilana jest przez jeden duży dopływ – we wsi Støren w Midtre Gauldal wpada do niej Sokna. Inne mniejsze dopływy to Rugla, Hesja, Holda, Forda i Bua.
Gaula znana jest z dwóch wodospadów:
- Gaulfoss w pobliżu wsi Hovin
- Eggafoss w pobliżu Haltdalen

W 2005 została uznana za najlepszą rzekę w Norwegii do połowu łososia. W kolejnych latach ilość złapanych ryb spadła, jednak Gaula nadal utrzymuje się w czołówce.